# Роста (город)
Роста (итал. Rosta) — коммуна в Италии, располагается в регионе Пьемонт, в провинции Турин.
Население составляет 4218 человек (2008 г.), плотность населения составляет 527 чел./км². Занимает площадь 8 км². Почтовый индекс — 10090. Телефонный код — 011.
Покровителем коммуны почитается Архангел Михаил, празднование 29 сентября.

## Демография
Динамика населения:

## Города-побратимы
- Бойнице, Словакия

## Администрация коммуны
- Официальный сайт: http://www.comune.rosta.to.it